# Kristi Myst
Kristi Myst (* 25. Dezember 1973 als Tina Harlow in Solvang, Kalifornien) ist eine amerikanische Wrestlerin und Pornodarstellerin. Sie trat auch unter den Künstlernamen Buffy The Vampire Layer, Kristy Mist, Christy Myst, Kristy Myst, Krysti Myst, Pamela Sanderson und White Trash auf.

## Leben und Karriere
Kristi Myst arbeitete als Zahnarzthelferin in Los Angeles, als sie sich entschied, in der Pornofilmbranche zu arbeiten. Sie absolvierte ein Fotoshooting für die Titelseite des Hustler-Magazins und Layouts für die Magazine High Society und New Rave, bevor ihr 1995 der Sprung ins Pornobusiness gelang.
Mysts bekannteste Werke sind die Filme der Buffy the Vampire Layer-Serie, einer pornographischen Parodie auf Horrorfilme. Die von David Haines produzierte Folge Buffy Down Under von 1996 aus dieser Serie erzielte die höchsten Verkaufszahlen, die ein australischer Pornofilm je erreicht hatte. Bei der 1998 gedrehten Porno-Parodie Buffy's Adventure war sie auch zugleich als Regisseurin des Filmes tätig.
2001 gewann sie den AVN Award in der Kategorie Best Anal Sex Scene – Video für eine Gruppensexszene mit Urophagie im Film In The Days of Whore (Extreme Associates). Myst war bei den Aufnahmen am Filmset zusammengebrochen und wollte das Filmset eigentlich verlassen.
1999 wurde Myst eine professionelle Wrestlerin, in dem sie Xtreme Pro Wrestling (XPW) beitrat. In ihrem ersten Kampf trat sie gegen Lizzy Borden an. Am HeatWave 2000 PPV der Organisation Extreme Championship Wrestling wohnte sie einem Vorfall bei. An diesem Wettkampf nahmen auch zahlreiche XPW-Mitglieder teil und es brach ein Streit zwischen den Teilnehmern der XPW und denjenigen ECW aus. Mehrere der ECW-Teilnehmer mussten aus dem Gebäude eskortiert werden.
Myst wurde 2001 Teil der Wrestling Vixxxens-Homepage zusammen mit Tammy Lynn Sytch und Missy Hyatt.
Im Januar 2001 verabschiedete sie sich aus der Öffentlichkeit und teilte mit, dass sie ein Kind bekommen wolle. 2005 gab sie ein Interview, in dem sie sich als Vollzeitmutter beschrieb und zugab, ein großer Fan der X-Men-Comics zu sein.

## Auszeichnungen
| Jahr | Award             | Ergebnis      | Kategorie                                    | Werk                          |
| ---- | ----------------- | ------------- | -------------------------------------------- | ----------------------------- |
| 2000 | AVN Award         | Nominierung   | Best Anal Sex Scene, Video (with Evan Stone) | L.A. 399                      |
| 2000 | XRCO Award        | Nominierung   | Best Anal or D.P. Scene (with Tom Byron)     | Whack Attack 6                |
| 2001 | AVN Award         | Nominierung   | Female Performer of the Year                 |                               |
| 2001 | AVN Award         | Preisträgerin | Best Anal Sex Scene – Video                  | In the Days of Whore          |
| 2001 | AVN Award         | Nominierung   | Most Outrageous Sex Scene                    | Cocktails                     |
| 2001 | XRCO Award        | Nominierung   | Female Performer of the Year                 |                               |
| 2001 | XRCO Award        | Nominierung   | Actress (Single Performance)                 | In the Days of Whore          |
| 2001 | XRCO Award        | Nominierung   | Anal Queen                                   |                               |
| 2001 | XRCO Award        | Preisträgerin | Best Group Sex Scene                         | In the Days of Whore          |
| 2001 | FICEB Ninfa Award | Preisträgerin | Best Anal Scene                              | ORGÍAS VIKINGAS – final scene |